# Rhopalocarpus triplinervius
Rhopalocarpus triplinervius là một loài thực vật có hoa trong họ Sphaerosepalaceae. Loài này được Baill. miêu tả khoa học đầu tiên năm 1871.